# Карабанов Олексій Олексійович
Карабанов Олексій Олексійович (рос. Карабанов Алексей Алексеевич; 15 травня 1961, Ленінгра́д, РРФСР) — військовий диригент, заслужений артист РФ.

## Біографія

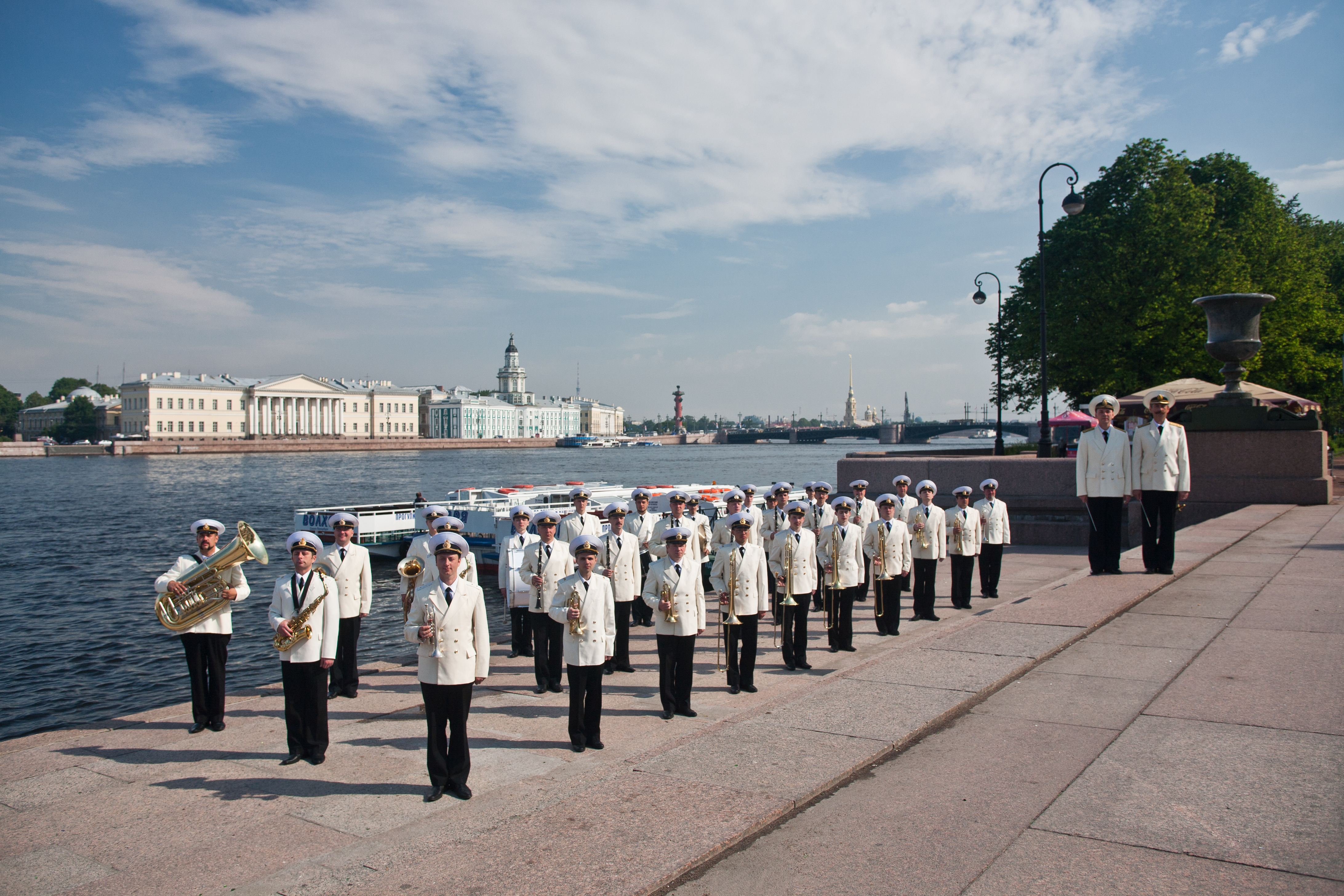
Адміралтейський оркестр ЛВМБ під керівництвом Карабанова (крайній зправа)

У віці 12 років почав навчання грі на кларнеті, в 1976 році вступив до Музичного училища при Ленінградській консерваторії ім. М. А. Римського-Корсакова котре закінчив у 1980 році з відзнакою.
У 1980–1985 продовжує навчання на Військово-диригентському факультеті при Московській державній консерваторії ім. П. І. Чайковського (клас професора Г. П. Алявдіна), по закінченню отримав офіцерське звання та був призначений військовим диригентом Адміралтейського військово-морського оркестру ЛВМБ (Ленінградської військово-морської бази).
Диригентська робота Карабанова з Адміралтейським оркестром та активна концертна діяльність в Санкт-Петербурзі і за кордоном перетворили колектив в один з найкращих військових оркестрів світу. З 1991 по 2007 роки оркестр об'їхав практично всю Західну Європу, виступаючи з концертами та беручи участь у фестивалях військової музики.
У 1996 році Олексій Карабанов був удостоєний почесного звання «Заслужений артист Російської Федерації», а в липні 1997 року йому було присвоєно військове звання капітан 2 рангу.
З 2000 по 2012 рік був генеральним продюсером і художнім керівником Міжнародного фестивалю «Адміралтейська музика» у Санкт-Петербурзі.
Адміралтейський оркестр, на чолі з Карабановим, записав сім компакт-дисків військової та класичної музики (значна частина з котрих у його власному аранжуванні).
2007-го року Олексій Олексійович призначений на посаду начальника Центрального концертного зразкового оркестру ВМФ ім. Римського-Корсакова (м. Москва) та присвоєно чергове військове звання — капітан 1-го рангу.